# Kuldīga
Kuldīga (del alemán: Goldingen) es una villa situada en el oeste de Letonia. Es el centro de la municipalidad de Kuldīga.
La primera referencia histórica data de 1242. Se anexionó a la Liga Hanseática en 1368. En el siglo XVII, Kuldīga (junto con Jelgava) fue una de las capitales del Ducado de Curlandia. Fue el lugar de nacimiento del lingüista Max Weinreich.
En el año 2007 obtuvo la distinción EDEN, que otorga la Comisión Europea, a uno de los «Mejores destinos rurales emergentes europeos de excelencia».

## Historia
Ya en el siglo II a. C. se establecieron junto a las cascadas del río Venta los primeros cazadores y pescadores conocidos en la zona.
Fue la capital de Curlandia y Semigalia.